# Чаман Сінґг Ґурунґ
Чаман Сінґг Ґурунґ ( — ) — індійський хокеїст на траві.
Олімпійський чемпіон 1952 року.